# اسکات استایندورف
رابرت اسکات استایندورف تهیه کننده تلویزیون و فیلم آمریکایی، تهیه کننده اجرایی، نویسنده و مدافع حقوق مبتلایان به اوتیسم است. 

## سنین جوانی و تحصیلات
استایندورف در مینه‌سوتا متولد شد و سپس در دوران کودکی خود به آریزونا نقل مکان کرد.  او در دانشگاه ایالتی آریزونا در دو رشته تئاتر و تجارت تحصیل کرد. 
استایندورف سپس به تجارت املاک و مستغلات پدرش پیوست و به مدت بیست سال در املاک و مستغلات کار کرد.  او در نهایت به کالیفرنیا نقل مکان کرد تا حرفه سینما را دنبال کند و به عنوان مشاور املاک به کار خود ادامه داد. کار مشاور املاک او برای کاخ سزار در لاس وگاس به او کمک کرد تا مشاور سرگرمی محل برگزاری شود و برای نمایش ای‌اف‌اکس در ام‌جی‌ام گرند لاس وگاس نوشت.  در ۳۵ سالگی تصمیم گرفت تهیه‌کننده شود. 